# Ronnith Neumann
Ronnith Neumann (* 29. Februar 1948 in Haifa, heute: Israel, auch in der Schreibung Ronnith Neuman; † 29. Dezember 2024) war eine deutsch-israelische Schriftstellerin und Fotografin. Sie stellte auch unter ihrem Pseudonym Ronnith Bat Zeëv aus.

## Leben
Ronnith Neumann verbrachte ihre frühe Kindheit in Israel und zog 1958 mit ihren Eltern nach Deutschland, wo sie zunächst in Frankfurt am Main wohnte und Deutsch lernte. Nach Abschluss der höheren Schule in Frankfurt/Main machte sie eine Ausbildung zur Fotografin, war als freie Fotografin tätig und absolvierte Volontariate: erst beim Hessischen Rundfunk und ab 1970 Norddeutschen Rundfunk in Hamburg. Bis 1995 arbeitete sie für den Norddeutschen Rundfunk, besuchte die Akademie für Publizistik in Hamburg und machte eine Phonetikausbildung.
Seit 1985 arbeitete Neumann als freie Schriftstellerin, seit 2001 auch im Bereich der bildenden Kunst. Für ihre Theaterstücke und Erzählungen erhielt sie zahlreiche Preise, unter anderem 1986 den „Hamburger Literaturpreis für Kurzprosa“, 1987 den "Preis des Nordrhein-Westfälischen Autorentreffens" in Düsseldorf in der Sparte Prosa, 1989 den "Gladbecker Satirepreis" und 1995 den „Herforder Kulturpreis“. Ronnith Neumann war bis zu seinem Tod mit Günter Hagedorn (1932–2018) verheiratet und lebte als freiberufliche Künstlerin und Schriftstellerin auf Korfu in Griechenland sowie zeitweise in München.

## Literarisches Wirken
Neumanns 1985 erschienenes Buch Heimkehr in die Fremde. Zu Hause in Israel oder zu Hause in Deutschland? trägt die Bezeichnung „Roman“, hat aber einen stark autobiografischen Hintergrund. Die Protagonistin ist eine junge Frau, die zwanzig Jahre, nachdem sie als Kind aus Israel nach Deutschland kam, zum ersten Mal einen Urlaub in Israel verbringt. In zahlreichen Gesprächen mit israelischen Bekannten taucht die Frage auf, wie sie nach dem Holocaust als Jüdin in Deutschland leben könne. Die Ich-Erzählerin möchte die nach dem Krieg geborenen Deutschen erreichen und versöhnen, und sie ist gleichzeitig auf der Suche nach ihrer jüdischen Identität im westdeutschen Kontext. Das Buch enthält ihre Gedanken über ihre politische, geschichtliche und emotionale Zugehörigkeit zum Judentum in Deutschland und Israel sowie über ihre Bindungen an die Eltern. „Die Spannung bezieht ‚Heimkehr in die Fremde‘ aus der lebensgeschichtlichen Zerrissenheit der Protagonistin zwischen Israel und Deutschland, insbesondere aus dem komplexen Problem, wie sich ein Leben als Jüdin im Nachkriegsdeutschland‚ im Land der Täter rechtfertigen lässt.“
In ihren Erzählungen, die in den Bänden Die Tür (1992) und Ein stürmischer Sonntag (1996) versammelt sind, zeigt die Autorin eine große thematische Vielgestaltigkeit. Eine wichtige Rolle spielt darin der Generationenkonflikt, in dem sich die hier geborenen jungen deutschen Juden befinden. In der Erzählung „Die Begegnung“ gibt ein Jude ihr quasi einen schriftstellerischen Auftrag: „Sie als Schriftstellerin einer neuen Generation, einer jüdischen Nachkriegsgeneration in Deutschland, sind so etwas wie unser Erbe, unsere Hoffnung, nicht nur in dieser Stadt, eine Hoffnung, an die keiner von uns damals zu denken wagte.“ Kritisiert werden allerdings sprachliche Mängel in Neumanns Darstellungen, die bisweilen Klischees enthalten und denen manchmal „ein ausgesprochen didaktischer Zug“ anhaftet.
Die Kritik, die im gewissen Maße auf den frühen Roman "Heimkehr in die Fremde" zutrifft, verliert sich jedoch in ihrer später folgenden Literatur: "Wer Ronnith Neumanns Entwicklung beobachtet hat, kann eine erstaunliche Steigerung feststellen. Ihre Texte verfügen über eine neu erworbene Präzision und Konzentration. Die klare, zugreifende Sprache ermöglicht es auch bei komplizierten Texten, eine Identifikation des Lesers mit der erlebenden Person zu erzielen."

## Zitat
„Sonderbar, wie still es jetzt ist. Sie haben mir die Handschellen abgenommen. Eine alte Frau mit Handschellen. Ein lächerlicher Anblick. Wie grau, mein Haar, im Spiegel, dort, gegenüber. Grauer seit der letzten Nacht. Grauer seit die anderen gegangen. Über die Felder dort, nach Süden. Eine Zigarette hatte Max noch geraucht. Eine letzte Zigarette aus seiner silbernen Dose. Wie liebte ich den Geruch seines Tabaks in der dampfenden Pfeife. Die frostigen Abende am Winterkamin. Heißer, würziger Geruch. Paradiesgeruch aus Kindertagen mit Vater.“

## Werke

### Bücher
- Brandmal. Erzählungen gegen das Vergessen. Salsa-Verlag, Göttingen 2021, ISBN 978-3-948235-11-6.
- Hadeskinder. Grössenwahn Verlag, Frankfurt am Main 2018, ISBN 978-3-95771-212-7 (Print), ISBN 978-3-95771-213-4 (E-Book).
- Das Orakel von Korfu. HSB-Verlag, Stuttgart 2011, ISBN 978-3-9810177-3-1.
- Tod auf Korfu. List, Berlin 2007, ISBN 978-3-548-60811-2.
- Ein stürmischer Sonntag. Zornige Geschichten. Fischer-Taschenbuch-Verlag, Frankfurt am Main 1996, ISBN 3-596-12897-8. (Reihe Die Frau in der Gesellschaft)
- Die Tür. Erzählungen. Fischer-Taschenbuch-Verlag, Frankfurt am Main 1992, ISBN 3-596-11055-6.(Reihe Die Frau in der Gesellschaft)
- Nirs Stadt. Erzählung. Fischer-Taschenbuch-Verlag, Frankfurt am Main 1991, ISBN 3-596-10574-9. (Reihe Die Frau in der Gesellschaft)
- Heimkehr in die Fremde. Zu Hause in Israel oder zu Hause in Deutschland? Schlender, Göttingen 1985, ISBN 3-88051-090-3.
- Lebenstraumkette. Eine Trilogie. Soldi, Hamburg 1982, ISBN 3-923744-03-X.
- Und sind doch alles nur Worte. Gedichte. Hamburg 1981, ISBN 3-923019-05-X.

Beiträge zu (Auswahl)
- Wolfgang Balk, Sebastian Kleinschmidt (Hrsg.): Denk ich an Deutschland... - Stimmen der Befremdung. Fischer Taschenbuch, Frankfurt/Main 1993, ISBN 3-596-11838-7.
- Christel Hoberg-Heese (Hrsg.): Grenzgängerinnen. Lessing Verlag, Dortmund 2004, ISBN 3-929931-19-2. (Erzählungen von Christel Hoberg-Heese, Christel Keiderling, Ronnith Neumann, Christine Schulz und Maria Sperling.[6])
- Sonat Hart, Barbara Jurasek (Hrsg.): Literary Heimat - German and Austrian Jewish Writings after the Shoah. Focus Publishing, R. Pullins and Company, Newburyport 2005, ISBN 1-58510-124-9.
- Gino Leineweber (Hrsg.): Meere. Verlag LangenMüller, München 2007, ISBN 978-3-7844-3083-6. (Anthologie der Hamburger Autorenvereinigung)

### Theaterstücke
- Eingekreist. 5 Akte für einen Abend. UA: Staatstheater Braunschweig 1993 (weitere Aufführungen zum Beispiel in den Kammerspielen Paderborn, Paderborn 1995, Schauspielhaus Bochum, Bochum 1995)
- Mord-Spiel. UA: Villingen-Schwenningen und LTT Tübingen, 1997.
- Ein stürmischer Sonntag. UA: Westfälische Kammerspiele, Paderborn 2000 (weitere Aufführungen zum Beispiel im E.T.A.-Hoffmann-Theater Bamberg 2003)

### Ausstellungen
- 1997: Jüdisches Museum Rendsburg
- 1998: Kammerspiele Paderborn
- 1999: Art-Galerie, Korfu

## Sekundärliteratur
- Leslie A. Adelson: Nichts wie zuhause. Jeannette Lander und Ronnith Neumann auf der utopischen Suche nach jüdischer Identität im westdeutschen Kontext. In: Jüdische Kultur und Weiblichkeit in der Moderne. Böhlau, Köln 1994, S. 307–330.
- Inga-Marie Kühl: Zwischen Trauma, Traum und Tradition: Identitätskonstruktionen in der Jungen Jüdischen Gegenwartsliteratur. (Dissertation 2001). Humboldt-Universität zu Berlin
- Anna K. Kuhn: Stimmen vom Rand. Minderheitenliteratur in Deutschland. In: Zeitschrift für Literaturwissenschaft und Linguistik. Heft 124, 2001, ISSN 0049-8653.
- NN: Ronnith Neuman(-Hagedorn). In: Lexikon Westfälischer Autoren und Autorinnen 1750–1950. Bd. 4.
- Peter Peters: Ronnith Neumann. In: Kritisches Lexikon zur deutschsprachigen Gegenwartsliteratur KLG. ISBN 978-3-88377-927-0.
- Sonat Hart, Barbara Jurasek: Literary Heimat - German and Austrian Jewish Writings after the Shoah. Focus Publishing, R. Pullins and Company, Newburyport 2005, ISBN 1-58510-124-9, S. 125–129.